# Hiroshi Minatoya
Hiroshi Minatoya (født 17. oktober 1943, død 15. juni 2016) var en japansk judoka.
Han deltog første gang i VM i judo 1965 i Rio de Janeiro i vægtklassen -68 kg. Han fik sølv efter at være blevet slået af landsmanden Hirofumi Matsuda i finalen.
Ved VM i judo 1967 blev han verdensmester i vægtklassen -70 kg da han slog koreanske Park Kil-Sun i finalen. 2 år senere i Mexico City forsvarede han sin titel ved at slå landsmanden Yoshimitsu Kono i finalen.
Hans sidste VM var i 1971 i Ludwigshafen i Vesttyskland. Her fik han sølv, da han blev slået af Hideki Tsuzawa i finalen.

## Eksterne henvisininger
- Hiroshi Minatoya hos JudoInside.com (engelsk)